# غادة جمشير
غادة جمشير ناشطة بحرينية من أصل إيراني في مجال حقوق المرأة وداعية متحمسة لإصلاح المحاكم الشرعية في البحرين والخليج العربي. ترأس جمشير عريضة نسائية للضفط من أجل تغيير الولاية القضائية على شؤون الأسرة والمرأة من المحكمة الشريعة الإسلامية إلى المحاكم المدنية.
دعت غادة إصلاحات حكومة آل خليفة بأنها «اصطناعية وهامشية». في بيان في ديسمبر 2006 قالت:
انتقدت غادة صراحة الحكومة البحرينية لدورها في تقرير البندر. في عام 2007 زعمت أن وزارة الداخلية كانت تحاول التجسس عليها.

## رد فعل عنيف من قبل الحكومة
في عام 2005 وجهت الحكومة البحرينية ثلاثة اتهامات جنائية ضد غادة بدعوى التشهير علنا بالمحاكم الشرعية المختصة بشئون الأسرة وواجهت عقوبة السجن لمدة تصل إلى 15 عاما. أسقطت هذه التهم في نهاية المطاف في 19 يونيو 2005.
منذ عام 2006 تم وضع غادة تحت المراقبة الدائمة وهناك رجال أمن بملابس مدنية يراقبون تحركاتها خارج منزلها على مدى 24 ساعة لصالح وزارة الداخلية.
بعد انتقادها لسياسات الحكومة أمرت السلطات البحرينية وسائل الإعلام المحلية والصحافة بمنع نشر أية أخبار تتعلق بغادة. الأمر جاء من وزير الديوان الملكي خالد بن أحمد آل خليفة. ادعت غادة أيضا أن وزير الديوان الملكي قدم لها تهديدا مباشرا للمطالبة بإنهاء عملها العام وبعد ذلك حاول النظام تثبيت كاميرا تجسس في منزلها والتنصت على هاتفها وأرسلت أفراد لرشوتها وابتزازها.
في عام 2006 اعتبرت مجلة تايم غادة إحدى أربعة أبطال حرية في الوطن العربي واختارتها مجلة فوربس باعتبارها إحدى عشر نساء الأقوى والأكثر فعالية في الوطن العربي.

## السجن عام 2014
في 15 سبتمبر 2014 أعلنت النيابة العامة عن حبس غادة احتياطيا بتهمة السب والقذف عبر حسابها في تويتر وذلك لقيامها بالإهانة و الحط من أقدار أشخاص ليس لها صلة بهم.
وكانت غادة قد كتبت سلسلة تغريدات انتقدت فيها نظام الحكم بشأن التجنيس السياسي وتخصيص مستشفى الملك حمد الجامعي الذي يديره الجيش عن طريق الضابط سلمان بن عطية الله آل خليفة (شقيق وزير المتابعة في الديوان الملكي أحمد بن عطية الله آل خليفة المسؤول عن تقرير البندر) للأجانب والمجنسين وحديثها عن تردي الخدمات الطبية في أحدث مستشفى بالبحرين.